# Kunzea ambigua
Espèce
Classification phylogénétique
Kunzea ambigua, connue parfois sous le nom de Kunzea blanche, est une espèce de plantes à fleurs de la famille  des Myrtaceae. C'est un arbuste poussant sur les sols gréseux de l'est de l'Australie qui peut atteindre 5 m de hauteur sur autant de largeur. Il porte de petites fleurs blanches au printemps. Dans les jardins, Kunzea ambigua attire les insectes. Il est également utilisé dans les plantations pour la stabilisation des dunes de sable.

## Taxonomie
L'espèce a d'abord été appelée Leptospermum ambiguum par James Edward Smith, avant que le botaniste anglais George Claridge Druce ne lui donne son nom actuel en 1917. Le nom de genre honore le naturaliste allemand Gustav Kunze et son nom d'espèce est dérivé du latin ambiguus qui veut dire «douteux» ou «incertain».

## Description
Kunzea ambigua est un arbuste de taille petite à moyenne pouvant atteindre 5 m en hauteur et en largeur, mais il est généralement beaucoup plus petit (1 m). Son écorce est fibreuse et sillonnée, tandis que ses feuilles vertes étroites et lancéolées font 0,5 à 1,3 cm de longueur et 0,2 cm de largeur. Apparaissant de septembre à décembre ou janvier, les fleurs blanches font 1,2 cm de diamètre et sont légèrement parfumées. Les étamines sont plus longues que les pétales. Les fleurs sont suivies par de petites capsules ligneuses de 0,4 cm de diamètre.

## Distribution et habitat
Kunzea ambigua pousse depuis le nord-est de la Nouvelle-Galles du Sud jusqu'au Victoria et en Tasmanie.
Il pousse sur des sols gréseux dans les zones côtières. Il est très commun dans les forêts sèches de la région de Sydney. Il est associé à Allocasuarina distyla, Melaleuca nodosa, Glochidion ferdinandi dans les zones de broussailles et avec Corymbia gummifera, Eucalyptus piperita, Eucalyptus tereticornis, Eucalyptus longifolia, Eucalyptus eugenioides et Melaleuca decora dans les régions forestières.

## Écologie
Les insectes sont les principaux agents pollinisateurs de Kunzea ambigua. On trouve ainsi différentes familles de coléoptères comme les Buprestidae, les Scarabaeidae, les Mordellidae et  les Cleridae mais aussi les papillons, les mouches, les abeilles et les guêpes.

## Culture
Kunzea ambigua a été une des premières espèces de plantes australiennes à être cultivées en Angleterre. C'est une plante robuste et facilement adaptable qui est utilisée comme brise-vent et pour la stabilisation des dunes de sable. En Australie, elle est cultivée dans les jardins, en particulier les jardins australiens à paysage naturel. L'espèce attire les insectes et peut fournir un abri aux petits oiseaux et au péramèle nason (Perameles nasuta).
Elle peut repousser rapidement après une perturbation, laissant à penser qu'elle a un potentiel envahissant en dehors de son aire de répartition naturelle.